# Aruta puncticilia
Aruta puncticilia är en fjärilsart som beskrevs av Moore 1872. Aruta puncticilia ingår i släktet Aruta och familjen tofsspinnare. Inga underarter finns listade i Catalogue of Life.